# 福島県立東白川農商高等学校
福島県立東白川農商高等学校（ふくしまけんりつひがししらかわのうしょうこうとうがっこう）は、福島県東白川郡棚倉町に所在していた公立高等学校。略称は「東白農商（とうはくのうしょう）」および「農商（のうしょう）」。

## 設置学科
- 全日制課程　
  - 生産流通科
  - 食品加工科
  - 商業科
  - 情報処理科

## 沿革
- 1908年 - 東白川農蚕学校として棚倉城本丸跡に創立。
- 1922年 - 県へ移管、福島県立東白川農蚕学校に校名改称。現在地に新校舎を落成。
- 1944年 - 福島県立東白川農学校に校名改称。
- 1948年 - 学制改革に伴い、福島県立東白川農業高等学校となる。
- 1950年 - 校名を改称し福島県立東白川農商高等学校となる。
- 2009年 - 同じ棚倉町に所在する福島県立棚倉高等学校と統合し、福島県立修明高等学校となる。修明高の設置場所は東白川農商高等学校と同じである。

## アクセス
- JR水郡線中豊駅